# Кошкодень
Кошкодень (рум. Coșcodeni) — село у Синжерейському районі Молдови. Адміністративний центр однойменної комуни, до складу якої також входять села Боблетіч та Флеминзень.

## Населення
За даними перепису населення 2004 року у селі проживали 1076 осіб.
Національний склад населення села:
| Національність   | Кількість осіб | Відсоток   |
| ---------------- | -------------- | ---------- |
| молдавани румуни | 1050 13        | 97,6% 1,2% |
| українці         | 9              | 0,8%       |
| росіяни          | 3              | 0,3%       |
| болгари          | 1              | 0,1%       |
| Всього           | 1076           | 100%       |